# Äʹvv skoltesamisk museum
Äʹvv skoltesamisk museum (skoltsamiska: Äʹvv Saa'mi mu'zei), tidigare Østsamisk museum, är ett skoltsamiskt kulturhistoriskt museum i Neiden i Sør-Varanger kommun i Finnmark fylke i Norge.
Äʹvv skoltesamisk museum ligger i en nyuppförd byggnad med cirka 870 kvadratmeter golvyta brutto på cirka 1,3 hektar tomt och är ägnat åt skoltsamisk (eller östsamisk) kultur och identitet. I arbetet ingår bland annat ansvar för skötsel av Skoltebyen, som exempelvis höskörd med lieslåtter och hässjning av höet.
Museibyggnaden ritades av arkitektkontoret Pir II Arkitektkontor efter en arkitekttävling 2003. Den blev färdigställd 2008, men visade sig byggtekniska problem, bland annat vattenläckage genom glastaket. Museet invigdes efter förseningar i juni 2017.
Museet ingår i Tana og Varanger museumssiida.